# ウォレン・H・キャロル
 
ウォレン・H・キャロル (Warren Hasty Carroll, 1932年3月24日 – 2011年7月17日) は、バージニア州フロントロイヤルにあるクリステンドム・カレッジ Christendom College の創設者かつ初代総長である。ローマ・カトリック教会の教会史についての多くの著作がある。

## 経歴
ハーバート・アレン・キャロル (Herbert Allen Carroll) と地方の作家グラディス・ヘイスティ・キャロル (Gladys Hasty Carroll)の息子であるウォレン・ヘイスティ・キャロルは、1932年3月24日、米国メイン州に生まれた。両親ともにベイツ大学の卒業生であった。妹のサラ・ワトソンは2011年にウォレンの死の1ヵ月後に死去している。
1953年にベイツ大学で歴史学の学士号を、コロンビア大学で歴史学の修士号と博士号を取得した。
CIAの反共主義部門で共産主義プロパガンダの分析官を務めたこともある。この仕事は、後に国際共産主義に関する包括的研究書Seventy Years of the Communist Revolution [共産革命の70年]（改訂版 Rise and Fall of the Communist Revolution [共産革命の興亡] として再発売）を執筆する際に、最も有益なものとなった。1967年から1972年にかけては、カリフォルニア州上院議員（後に連邦下院議員）のジョン・G・シュミッツ John G. Schmitzのスタッフを務めた。
Anne Westhoff と結婚してから1年後、 1968年にキャロルは理神論からカトリックへと改宗し、カトリック雑誌トライアンフ (Triumph) で働き始めた。1977年にカトリック信徒らの協力を得てクリステンドム・カレッジ (Christendom College) を創設した。主な協力者としては William H. Marshner, Jeffrey A. Mirus, Raymund P. O'Herron, および Kristin M. Burns などがいる。1985年まで同大学（バージニア州フロントロイヤルに所在）の初代学長を務め、2002年に引退するまで歴史学部の学長を務めた。死の直前には、キャロルは妻のアンと共にバージニア州マナサスに住んでいた。
キャロルはセトン・スクール(Seton School,バージニア州マナサス）およびセトン・ホーム・スタディー・スクール(Seton Home Study School) の創立者であり、またChrist the King, Lord of History や Christ in the Americas の著者でもあった。
死去するまでの間、学期中は毎月クリステンドム・カレッジに戻り、マルタ共和国の歴史、モンゴルの指導者チンギス・ハン、フランス革命、20世紀の各種トピック、オーストリア皇帝カール1世や1917年のロシア革命に関する講義など、選りすぐりの歴史的トピックについて公開講義を行っていた。これらの公開講座はiTunesを通じて無料でダウンロードできる。キャロルはカレッジの理事会のメンバーであり続け、長年にわたって大学の指導に積極的な役割を果たした。
キャロルは、多年にわたる脳卒中の後、2011年7月17日（享年79歳）に死去し、2011年7月26日、多くの時間を過ごしたクリステンドム・カレッジのレジナ・チェリ・ホール (Regina Coeli Hall) の裏手にあるシェナンドー川を見下ろす墓に埋葬された。2012年9月16日、キャロルのケルト十字架の墓石（"Truth exists. The Incarnation happened."「真実は存在する。受肉は起こった」と刻まれている）は、カレッジのチャプレンであるドナルド・プランティ (Donald Planty) 神父によって祝別された。

### 受賞
キャロルはその学問的キャリアを通じて数々の賞を受賞してきた。
創設したクリステンドム・カレッジからは、1999年に名誉博士号（人文科学）を、2007年に神と祖国への顕著な功労に対する Pro Deo et Patria 賞を、2007年に第1回イザベル女王カトリック史展望賞 (Queen Isabel Catholic Vision of History Award) を授与された。
また、キャロルが理事を務めるカトリック社会科学者協会 (The Society of Catholic Social Scientists) からは、1995年に第1回ピオ11世歴史賞 (the Pius XI Award in history) の受賞者に選ばれた。
キャロルは同協会の定期刊行物カトリック・ソーシャル・サイエンス・レヴュー Catholic Social Science Review を通じて論説を発表していた。
主要著作である History of Christendom シリーズ（全6巻、未邦訳）でも知られており、キャロルの死後に寡婦となったアン・キャロルが、2013年夏に出版された第6巻の完成に貢献した。本シリーズでは、古代（紀元前2000年頃）より2010年までの西洋文明およびカトリックの歴史が詳述されている。

## 著作
（全て未邦訳）

### ノンフィクション
- Reasons for Hope (1978), co-written with William Marshner, Jeffrey A. Mirus, and Kristin Popik Burns
- 1917: Red Banners, White Mantle (1981)
- Our Lady of Guadalupe and the Conquest of Darkness (1983)
- A History of Christendom

1. The Founding of Christendom [to 324] (1985)
2. The Building of Christendom [324–1100] (1987)
3. The Glory of Christendom [1100–1517] (1993)
4. The Cleaving of Christendom [1517–1661] (2000)
5. The Revolution against Christendom [1661–1815]  (2005), Anne Carroll との共著
6. The Crisis of Christendom [1815–2005] (2013) Anne Carroll との共著[4]

- The Guillotine and the Cross (1986)
- Seventy Years of the Communist Revolution (1989)
- Isabel of Spain: The Catholic Queen (1991)
- The Rise and Fall of the Communist Revolution (1995)
- The Last Crusade: Spain 1936 (1996)
- 2000 Years of Christianity (2000) Gloria Thomas との共著

### フィクション
- The Tarrant Chronicles
  - The Book of Victor Tarrant
  - The Book of Victor & Valerie Tarrant (Amazon Kindle e-bookのみ)
  - The Book of Star Tarrant (Kindle版のみ)
  - The Book of Rex Tarrant (Kindle版のみ)
  - The Book of Dan Tarrant (Kindle版のみ)
  - The Book of All The Tarrants (Kindle版のみ)